# Sint-Procopiuskerk (Milișăuți)
De Sint-Procopiuskerk (Roemeens: Biserica Sfântul Procopie) was een 15e-eeuwse Roemeens-Orthodoxe kerk in de Roemeense plaats Bădeuţi (gemeente Milișăuți). De kerk werd gebouwd onder de Moldavische prins Stefanus de Grote en werd versierd met fresco's in 1487. De kerk werd bijna volledig verwoest tijdens de Eerste Wereldoorlog, maar er bestaan nog beschrijvingen en uitgebreid fotomateriaal van de fresco's. De iconografie kwam overeen met die van de kerken van Pătrăuți, Voroneț en de Sint-Eliekerk in Suceava. 